# فرودگاه بین‌المللی سیمفروپول
فرودگاه بین‌المللی سیمفروپول (به انگلیسی: Simferopol International Airport) یک فرودگاه همگانی با کد یاتا SIP است که یک باند فرود بتن دارد و طول باند آن ۳۷۰۱ متر است. این فرودگاه در شهر سیمفروپول کشور اوکراین قرار دارد و در ارتفاع ۱۹۵ متری از سطح دریا واقع شده‌است.

## شرکت‌های هواپیمایی و مقصدهای پروازی

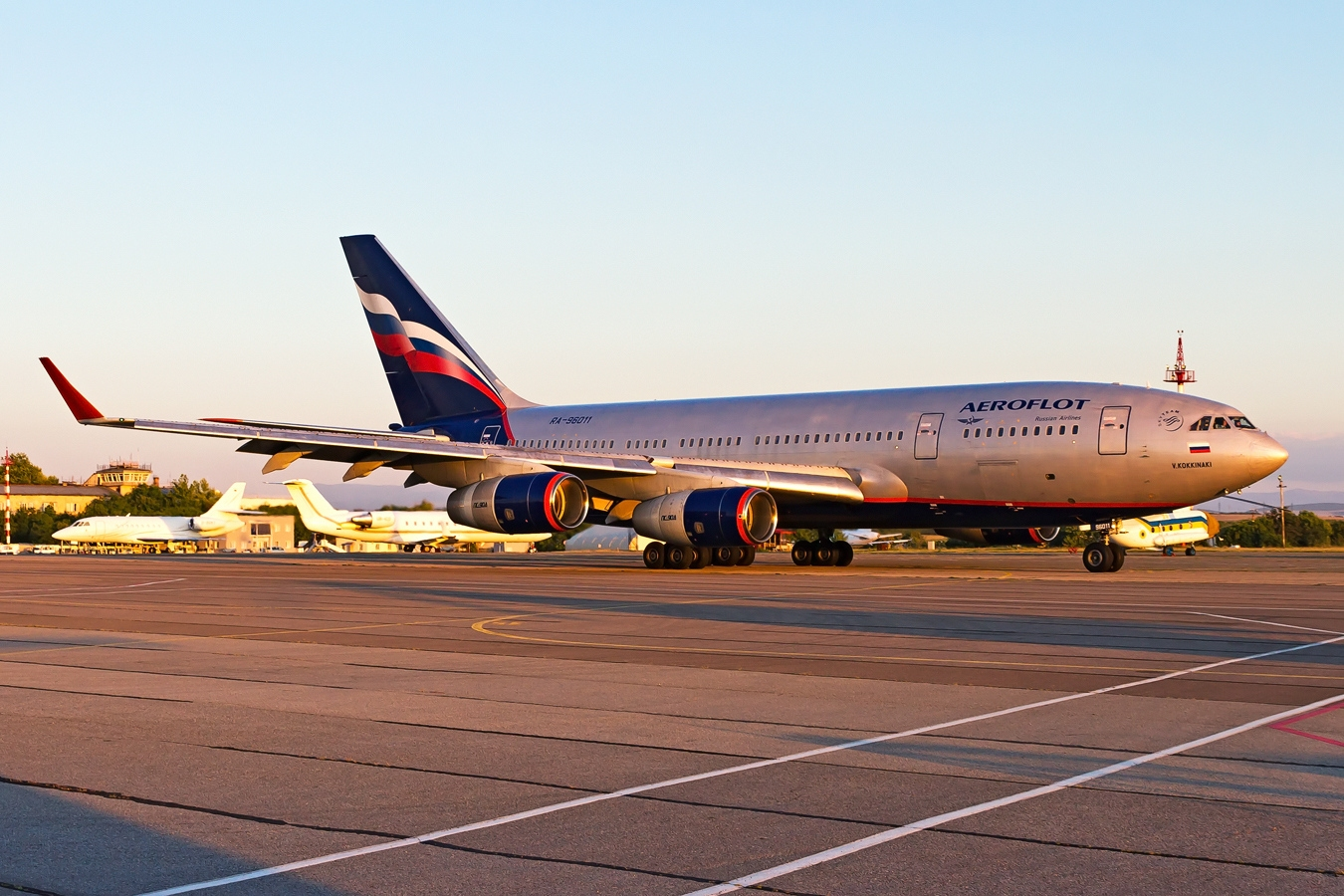
آئروفلوت ایلیوشین-۹۶ at Simferopol Airport.

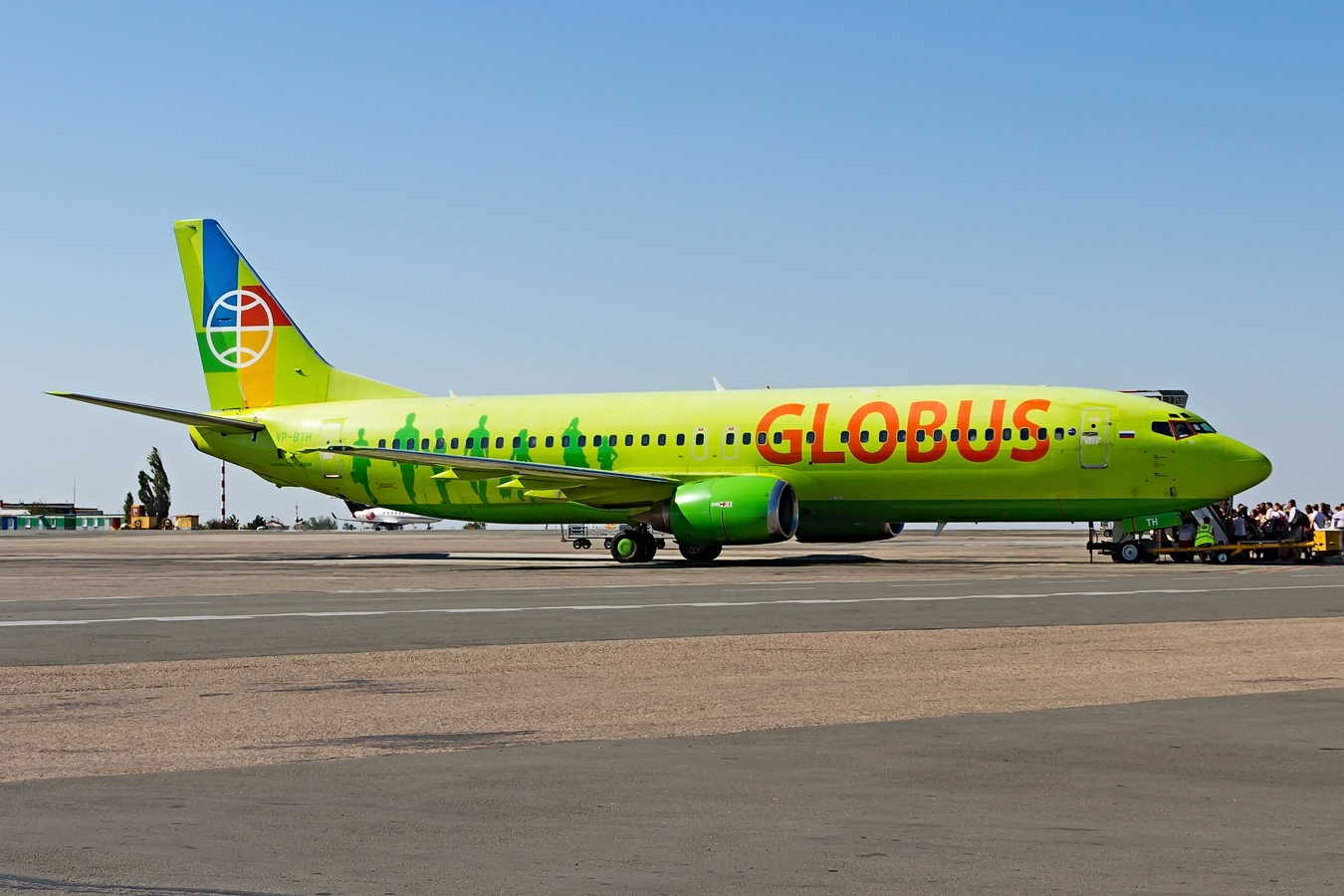
گلوبوس ایرلاینز بوئینگ ۷۳۷ کلاسیک at Simferopol Airport.

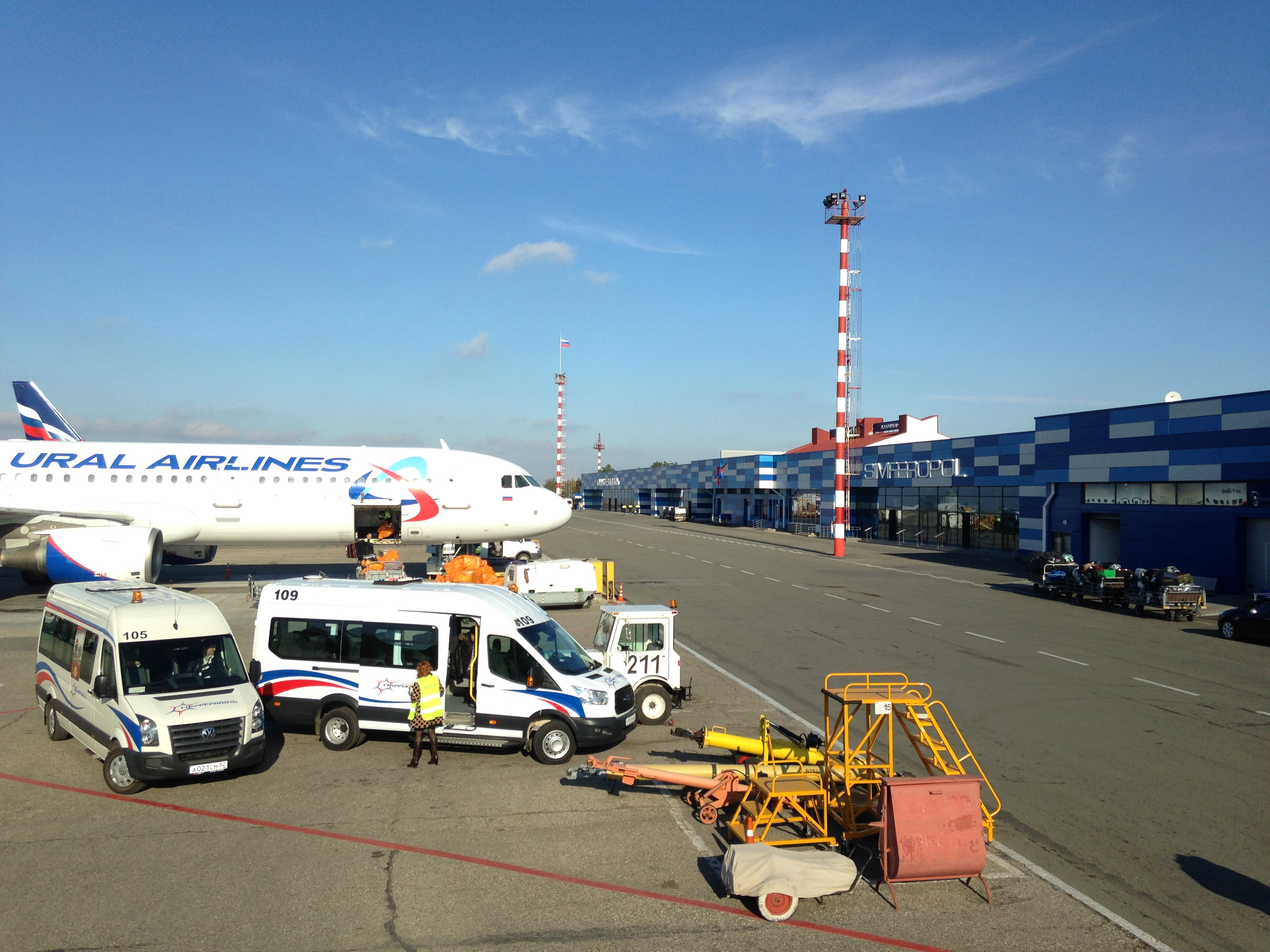
اورال ایرلاینز aircraft at Simferopol Airport

From March 2014 onwards, all international flights to Simferopol Airport with the exception of flights originating from Russia were cancelled due to Crimea's disputed status. A flight to Istanbul, Turkey was operated for a short period in August 2014; and since ۱۶ نوامبر ۲۰۱۴, flights to Yerevan, Armenia, were also operated for a short time by Grozny Avia, a Chechen airline. Technically both of these flights were not international because they had a stopover in آناپا.
New terminal is to be open with at least 8 gates, the structure of the hall has a wave-like layout.
Dobrolyot, a Russian government-owned low-cost airline, was sanctioned by the European Union for operating flights to Simferopol. The airline was forced to close less than two months after it started operations.
| شرکت‌های هواپیمایی                      | مقصدهای پروازی |
| -------------------------------------- | --- |
| آئروفلوت                               | شرمتیوو، سوچی |
| آئروفلوت اجرا توسط روسیه ایرلاینز      | پالکوو فصلی: اورنبورگ تسنترالنی |
| Alrosa                                 | فصلی: تولمچوا |
| Ikar                                   | فصلی: یملیانو، تولمچوا |
| آیزهاویا                               | فصلی: چبوکساری، کیروف پوبدیلوف، بگیشفو، پنزا |
| Kosmos Airlines                        | فصلی: اسپیچنکوف، بوگاشف |
| Kostroma Avia                          | فصلی: کوستروما، چرتوویتسکویه |
| Nordavia                               | فصلی: تالاگی |
| رد وینگز ایرلاینز                      | دوموده‌دوو، پالکوو فصلی: تسنترالنی، بوگاشف، رسچینو، اوفا |
| RusLine                                | چرتوویتسکویه فصلی: خالینو، ولگاگراد، اولیانووسک باراتایوکا |
| اس۷ ایرلاینز اجرا توسط گلوبوس ایرلاینز | دوموده‌دوو فصلی: تولمچوا |
| ساراتوف ایرلاینز                       | فصلی: پنزا، سرتو تسنترلنی |
| Severstal                              | فصلی: چرپووتس |
| اورال ایرلاینز                         | بلگورود، قازان، کمروف، کیروف پوبدیلوف، پاشکوفسکی، یملیانو، ماگنیتوگورسک، دوموده‌دوو، مورمانسک، نیژنوارتوفسک، استریگینو، تسنترالنی، کورومچ، پالکوو، کولتسوو فصلی: چلیابینسک |
| UVT Aero                               | بوگولما |
| یاکوتیا ایرلاینز                       | فصلی: ایرکوتسک، پاشکوفسکی، مینرالنیه وودی، ونوکووا، یاکوتسک |
| یامال ایرلاینز                         | رسچینو فصلی: خالینو، دوموده‌دوو، نیژنوارتوفسک، تسنترالنی، سورگوت |